# Baseball na Letnich Igrzyskach Olimpijskich 2020
Baseball na Letnich Igrzyskach Olimpijskich 2020 w Tokio. Turniej odbył się pomiędzy 28 lipca a 7 sierpnia 2021 roku. 
W tej dyscyplinie wzięło udział 6 drużyn męskich.

## Uczestnicy
| Zawody                               | Data                   | Miejsce                          | Drużyna           |
| ------------------------------------ | ---------------------- | -------------------------------- | ----------------- |
| Gospodarz                            | –                      | –                                | Japonia           |
| Turniej kwalifikacyjny Europa/Afryka | 18–22 września 2019    | Bolonia / Parma                  | Izrael            |
| WBSC Premier12 2019                  | 2–17 listopada 2019    | Tokio                            | Korea Południowa  |
| WBSC Premier12 2019                  | 2–17 listopada 2019    | Tokio                            | Meksyk            |
| Amerykański turniej kwalifikacyjny   | 31 maja–5 czerwca 2021 | Port St. Lucie / West Palm Beach | Stany Zjednoczone |
| Finałowy turniej kwalifikacyjny      | 22–26 czerwca 2021     | Puebla                           | Dominikana        |

## Faza grupowa
W pierwszej fazie drużyny zostały podzielone na dwie grupy po trzy drużyny. Będą grali systemem każdy z każdym.

### Grupa A
| Drużyna    | Mecze | Mecze | Mecze | Punkty | Punkty | % zwycięstw |
| Drużyna    | M     | W     | P     | +      | –      | % zwycięstw |
| ---------- | ----- | ----- | ----- | ------ | ------ | ----------- |
| Japonia    | 2     | 2     | 0     | 11     | 7      | 100         |
| Dominikana | 2     | 1     | 1     | 4      | 4      | 50          |
| Meksyk     | 2     | 0     | 2     | 4      | 8      | 0           |

| Reprezentacja | 1 | 2 | 3 | 4 | 5 | 6 | 7 | 8 | 9 | R | H | E |
| ------------- | - | - | - | - | - | - | - | - | - | - | - | - |
| Dominikana    | 0 | 0 | 0 | 0 | 0 | 0 | 2 | 0 | 1 | 3 | 8 | 0 |
| Japonia       | 0 | 0 | 0 | 0 | 0 | 0 | 1 | 0 | 3 | 4 | 9 | 0 |

| Reprezentacja | 1 | 2 | 3 | 4 | 5 | 6 | 7 | 8 | 9 | R | H | E |
| ------------- | - | - | - | - | - | - | - | - | - | - | - | - |
| Meksyk        | 0 | 0 | 0 | 0 | 0 | 0 | 0 | 0 | 0 | 0 | 4 | 0 |
| Dominikana    | 0 | 0 | 0 | 0 | 1 | 0 | 0 | 0 | X | 1 | 6 | 0 |

| Reprezentacja | 1 | 2 | 3 | 4 | 5 | 6 | 7 | 8 | 9 | R | H  | E |
| ------------- | - | - | - | - | - | - | - | - | - | - | -- | - |
| Japonia       | 0 | 1 | 1 | 3 | 0 | 0 | 1 | 1 | 0 | 7 | 10 | 0 |
| Meksyk        | 1 | 0 | 0 | 1 | 0 | 0 | 0 | 2 | 0 | 4 | 7  | 2 |

### Grupa B
| Drużyna           | Mecze | Mecze | Mecze | Punkty | Punkty | % zwycięstw |
| Drużyna           | M     | W     | P     | +      | –      | % zwycięstw |
| ----------------- | ----- | ----- | ----- | ------ | ------ | ----------- |
| Stany Zjednoczone | 2     | 2     | 0     | 12     | 3      | 100         |
| Korea Południowa  | 2     | 1     | 1     | 8      | 9      | 50          |
| Izrael            | 2     | 0     | 2     | 6      | 14     | 0           |

| Reprezentacja    | 1 | 2 | 3 | 4 | 5 | 6 | 7 | 8 | 9 | 10 | R | H  | E |
| ---------------- | - | - | - | - | - | - | - | - | - | -- | - | -- | - |
| Izrael           | 0 | 0 | 2 | 0 | 0 | 2 | 0 | 0 | 1 | 0  | 5 | 7  | 0 |
| Korea Południowa | 0 | 0 | 0 | 2 | 0 | 0 | 3 | 0 | 0 | 1  | 6 | 11 | 0 |

| Reprezentacja     | 1 | 2 | 3 | 4 | 5 | 6 | 7 | 8 | 9 | R | H  | E |
| ----------------- | - | - | - | - | - | - | - | - | - | - | -- | - |
| Stany Zjednoczone | 0 | 0 | 3 | 0 | 0 | 1 | 2 | 1 | 1 | 8 | 11 | 0 |
| Izrael            | 0 | 0 | 0 | 1 | 0 | 0 | 0 | 0 | 0 | 1 | 7  | 2 |

| Reprezentacja     | 1 | 2 | 3 | 4 | 5 | 6 | 7 | 8 | 9 | R | H | E |
| ----------------- | - | - | - | - | - | - | - | - | - | - | - | - |
| Korea Południowa  | 1 | 0 | 0 | 0 | 0 | 0 | 0 | 0 | 1 | 2 | 5 | 0 |
| Stany Zjednoczone | 0 | 0 | 0 | 2 | 2 | 0 | 0 | 0 | X | 4 | 6 | 0 |

## Faza pucharowa
|  | Pierwsza runda   | Pierwsza runda   | Pierwsza runda |  |  | Druga runda       | Druga runda       | Druga runda       |   |                   | Półfinał          | Półfinał | Półfinał |                   |                   | Finał             | Finał | Finał |
|  |                  |                  |                |  |  |                   |                   |                   |   |                   |                   |          |          |                   |                   |                   |       |       |
|  | Izrael           | Izrael           | 12             |  |  |                   |                   |                   |   |                   |                   |          |          |                   |                   |                   |       |       |
|  | Meksyk           | Meksyk           | 5              |  |  | Izrael            | Izrael            | 1                 |   |                   |                   |          |          |                   |                   |                   |       |       |
|  | Dominikana       | Dominikana       | 3              |  |  | Korea Południowa  | Korea Południowa  | 11                |   |                   |                   |          |          |                   |                   |                   |       |       |
|  | Korea Południowa | Korea Południowa | 4              |  |  |                   |                   |                   |   | Korea Południowa  | Korea Południowa  | 2        |          |                   |                   |                   |       |       |
|  |                  |                  |                |  |  |                   | Japonia           | Japonia           | 5 |                   |                   |          |          |                   |                   |                   |       |       |
|  |                  |                  |                |  |  | Stany Zjednoczone | Stany Zjednoczone | 6                 |   |                   |                   |          |          |                   |                   |                   |       |       |
|  |                  |                  |                |  |  | Japonia           | Japonia           | 7                 |   |                   |                   |          |          |                   |                   |                   |       |       |
|  |                  |                  |                |  |  |                   |                   |                   |   |                   | Japonia           | Japonia  | 2        |                   |                   |                   |       |       |
|  | Izrael           | Izrael           | 6              |  |  |                   | Stany Zjednoczone | Stany Zjednoczone | 0 |                   |                   |          |          |                   |                   |                   |       |       |
|  | Dominikana       | Dominikana       | 7              |  |  | Dominikana        | Dominikana        | 1                 |   |                   |                   |          |          |                   |                   |                   |       |       |
|  |                  |                  |                |  |  | Stany Zjednoczone | Stany Zjednoczone | 3                 |   |                   |                   |          |          |                   |                   |                   |       |       |
|  |                  |                  |                |  |  |                   |                   |                   |   | Stany Zjednoczone | Stany Zjednoczone | 7        |          | Mecz o 3. miejsce | Mecz o 3. miejsce | Mecz o 3. miejsce |       |       |
|  |                  |                  |                |  |  |                   | Korea Południowa  | Korea Południowa  | 2 |                   |                   |          |          |                   |                   |                   |       |       |
|  |                  |                  |                |  |  |                   |                   |                   |   |                   |                   |          |          |                   | Dominikana        | Dominikana        | 10    |       |
|  |                  |                  |                |  |  |                   |                   |                   |   | Korea Południowa  | Korea Południowa  | 6        |          |                   |                   |                   |       |       |
|  |                  |                  |                |  |  |                   |                   |                   |   |                   |                   |          |          |                   |                   |                   |       |       |

### Pierwsza runda
| Reprezentacja | 1 | 2 | 3 | 4 | 5 | 6 | 7 | 8 | 9 | R  | H  | E |
| ------------- | - | - | - | - | - | - | - | - | - | -- | -- | - |
| Izrael        | 1 | 0 | 5 | 0 | 0 | 0 | 6 | 0 | 0 | 12 | 12 | 0 |
| Meksyk        | 0 | 0 | 4 | 0 | 0 | 1 | 0 | 0 | 0 | 5  | 8  | 1 |

| Reprezentacja    | 1 | 2 | 3 | 4 | 5 | 6 | 7 | 8 | 9 | R | H  | E |
| ---------------- | - | - | - | - | - | - | - | - | - | - | -- | - |
| Dominikana       | 1 | 0 | 0 | 2 | 0 | 0 | 0 | 0 | 0 | 3 | 6  | 0 |
| Korea Południowa | 1 | 0 | 0 | 0 | 0 | 0 | 0 | 0 | 3 | 4 | 12 | 1 |

### Druga runda
| Reprezentacja    | 1 | 2 | 3 | 4 | 5 | 6 | 7 | 8 | 9 | R  | H  | E |
| ---------------- | - | - | - | - | - | - | - | - | - | -- | -- | - |
| Izrael           | 0 | 0 | 0 | 0 | 1 | 0 | 0 | X | X | 1  | 3  | 2 |
| Korea Południowa | 1 | 2 | 0 | 0 | 7 | 0 | 1 | X | X | 11 | 18 | 0 |

| Reprezentacja     | 1 | 2 | 3 | 4 | 5 | 6 | 7 | 8 | 9 | 10 | R | H  | E |
| ----------------- | - | - | - | - | - | - | - | - | - | -- | - | -- | - |
| Stany Zjednoczone | 0 | 0 | 0 | 3 | 3 | 0 | 0 | 0 | 0 | 0  | 6 | 12 | 2 |
| Japonia           | 0 | 0 | 2 | 1 | 2 | 0 | 0 | 0 | 1 | 1  | 7 | 12 | 0 |

### Pierwsza runda (repesaż)
| Reprezentacja | 1 | 2 | 3 | 4 | 5 | 6 | 7 | 8 | 9 | R | H | E |
| ------------- | - | - | - | - | - | - | - | - | - | - | - | - |
| Izrael        | 0 | 0 | 0 | 0 | 4 | 0 | 0 | 2 | 0 | 6 | 9 | 2 |
| Dominikana    | 1 | 0 | 1 | 0 | 0 | 2 | 1 | 0 | 2 | 7 | 9 | 1 |

### Druga runda (repesaż)
| Reprezentacja     | 1 | 2 | 3 | 4 | 5 | 6 | 7 | 8 | 9 | R | H | E |
| ----------------- | - | - | - | - | - | - | - | - | - | - | - | - |
| Dominikana        | 0 | 0 | 0 | 0 | 0 | 0 | 0 | 0 | 1 | 1 | 5 | 0 |
| Stany Zjednoczone | 2 | 0 | 0 | 0 | 1 | 0 | 0 | 0 | X | 3 | 3 | 3 |

### Półfinały
| Reprezentacja    | 1 | 2 | 3 | 4 | 5 | 6 | 7 | 8 | 9 | R | H | E |
| ---------------- | - | - | - | - | - | - | - | - | - | - | - | - |
| Korea Południowa | 0 | 0 | 0 | 0 | 0 | 2 | 0 | 0 | 0 | 2 | 7 | 1 |
| Japonia          | 0 | 0 | 1 | 0 | 1 | 0 | 0 | 3 | X | 5 | 9 | 1 |

| Reprezentacja     | 1 | 2 | 3 | 4 | 5 | 6 | 7 | 8 | 9 | R | H | E |
| ----------------- | - | - | - | - | - | - | - | - | - | - | - | - |
| Stany Zjednoczone | 0 | 1 | 0 | 1 | 0 | 5 | 0 | 0 | X | 7 | 9 | 1 |
| Korea Południowa  | 0 | 0 | 0 | 0 | 1 | 0 | 1 | 0 | 0 | 2 | 7 | 0 |

### Mecz o 3. miejsce
| Reprezentacja    | 1 | 2 | 3 | 4 | 5 | 6 | 7 | 8 | 9 | R  | H  | E |
| ---------------- | - | - | - | - | - | - | - | - | - | -- | -- | - |
| Dominikana       | 4 | 0 | 0 | 0 | 1 | 0 | 0 | 5 | 0 | 10 | 14 | 0 |
| Korea Południowa | 0 | 1 | 0 | 1 | 4 | 0 | 0 | 0 | 0 | 6  | 13 | 0 |

### Finał
| Reprezentacja     | 1 | 2 | 3 | 4 | 5 | 6 | 7 | 8 | 9 | R | H | E |
| ----------------- | - | - | - | - | - | - | - | - | - | - | - | - |
| Stany Zjednoczone | 0 | 0 | 0 | 0 | 0 | 0 | 0 | 0 | 0 | 0 | 6 | 1 |
| Japonia           | 0 | 0 | 1 | 0 | 0 | 0 | 0 | 1 | X | 2 | 8 | 0 |

## Medaliści
Na podstawie:
| Złoto | Srebro | Brąz |
| --- | --- | --- |
| Japonia Kōyō Aoyagi Suguru Iwazaki Masato Morishita Hiromi Itoh Yoshinobu Yamamoto Masahiro Tanaka Yasuaki Yamasaki Ryoji Kuribayashi Yūdai Ōno Kodai Senga Kaima Taira Ryutaro Umeno Takuya Kai Tetsuto Yamada Sōsuke Genda Hideto Asamura Ryosuke Kikuchi Hayato Sakamoto Munetaka Murakami Kensuke Kondo Yuki Yanagita Ryoya Kurihara Masataka Yoshida Seiya Suzuki | Stany Zjednoczone Shane Baz Anthony Carter Brandon Dickson Anthony Gose Edwin Jackson Scott Kazmir Nick Martinez Scott McGough David Robertson Joe Ryan Ryder Ryan Simeon Woods Richardson Tim Federowicz Mark Kolozsvary Nick Allen Eduardo Alvarez Triston Casas Todd Frazier Jamie Westbrook Tyler Austin Eric Filia Patrick Kivlehan Jack López Bubba Starling | Dominikana Darío Álvarez Gabriel Arias Jairo Asencio Luis Felipe Castillo Jumbo Díaz Junior García Jhan Mariñez Cristopher Mercedes Denyi Reyes Ramón Rosso Ángel Sánchez Roldani Baldwin Charlie Valerio José Bautista Juan Francisco Jeison Guzmán Erick Mejia Gustavo Núñez Emilio Bonifácio Melky Cabrera Johan Mieses Yefri Pérez Julio Rodríguez |

## Tabela medalowa
| Miejsce | Państwo           | Złoto | Srebro | Brąz | Razem |
| ------- | ----------------- | ----- | ------ | ---- | ----- |
| 1       | Japonia           | 1     | 0      | 0    | 1     |
| 2       | Stany Zjednoczone | 0     | 1      | 0    | 1     |
| 3       | Dominikana        | 0     | 0      | 1    | 1     |
| Ogółem  | Ogółem            | 1     | 1      | 1    | 3     |